# Никола Манолев
Никола Мицов Манолев (Манолов) е български османист, адвокат, учен и революционер, деец на Вътрешната македоно-одринска революционна организация.

## Биография
Никола Манолев е роден в град Кукуш, тогава в Османската империя, в 1878 година. Брат е на Милан Манолев и Иван Манолев. В 1899 година завършва с третия випуск класическия отдел на Солунската българска мъжка гимназия. Става революционер и влиза във ВМОРО. Преподава в Междурек, където привлича към революционната организация 30 души.
В 1907 година влиза с изпит в новооткритото юридическо училище Хукук мектеби в Солун.
При избухването на Балканската война в 1912 година е доброволец в Македоно-одринското опълчение. Служи в Кукушката чета, а по-късно във 2-ра рота на 14-а воденска дружина.
Манолев работи като адвокат и османист. Превежда редица турски документи, които се намират в Ориенталския отдел на Народната библиотека в София. Дълги години Манолев е председател на Кукушкото благотворително братство.
По време на Процеса срещу ВМРО (обединена) в 1936 година защитата ангажира адвокати с леви убеждения, между които и бивши дейци на ВМОРО като Никола Манолев.
След Деветосептемврийския преврат и установяването на комунистическия режим в България, поддържащ македонистката доктрина, Никола Манолев заедно с Ангел Томов започва научна дискусия, която отхвърля тезата за съществуването на македонска нация и се противопоставят на започнатата от новата власт политика на македонизация в Пиринска Македония.